# Tudor Gheorghe
Tudor Gheorghe (pronunciat en romanès: [ˈtudor ˈɡe̯orɡe]; Podari, 1 d'agost de 1945) és un músic, actor i poeta romanès conegut principalment per la seva carrera musical de càrrega política i les seves col·laboracions amb figures conegudes de la poesia romanesa de finals del segle xx. El seu treball de gravació de vegades s'associa amb l'activisme anticomunista i ha rebut molts elogis de la crítica durant els anys.

## Vida i trajectòria
Fill d'un membre de la Guàrdia de Ferro, se li va prohibir actuar i gravar el 1987 després d'un concert a la Sala Palatului de Bucarest, després de diversos enfrontaments amb les autoritats comunistes de Romania al llarg dels anys setanta i vuitanta.
Tudor va començar com a actor, es va graduar a l'Acadèmia Caragiale d'Arts Teatrals i Cinematografia de Bucarest el 1966 i més tard va començar a compondre música com a mitjà per expressar el seu interès per la poesia romanesa. La seva primera gira nacional l'any 1969 va ser aclamada per la crítica i el comerç i el va establir com una figura de l'escena folk contemporània incipient a Romania. La seva carrera discogràfica, que abasta cinquanta anys, ha desafiat sovint les convencions de la música pop mentre explora diverses tradicions de la música romanesa, des del folk, la música religiosa, els himnes anticomunistes de Jean Moscopol fins a la música popular de la Romania d'entreguerres, fins i tot per a nens o música clàssica. Al llarg de la seva carrera inicial, va actuar amb una guitarra o un llaüt sense músics ni vocalistes de suport, però, a partir de principis dels anys 2000, ha incorporat orquestres, cors i tarafs a les seves actuacions. Va reprendre la seva carrera musical l'any 1992 però, insatisfet amb la manera com els promotors volien comercialitzar la seva música, es va fer un altre descans de sis anys per actuar en directe. Ha estat de gira constant des de 1998 i ha gravat la majoria dels seus concerts, llançant-los com a àlbums i evitant, en general, el treball d'estudi.
Al llarg de la seva carrera, Tudor Gheorghe ha estat elogiat com a intèrpret i compositor per diverses figures literàries romaneses. El poeta i dramaturg Marin Sorescu va abordar la seva relació personal amb Tudor el 1988 dient que "Cada cop que escolto la seva música [...]. Tudor Gheorghe reforça la meva intuïció que la poesia romanesa […] pot moure muntanyes", mentre que Adrian Păunescu el va descriure com "un gran poeta que descuida el seu talent". En un article publicat a la revista Flacăra l'any 1973, Dorin Tudoran feia una crònica de les precàries condicions de vida de Tudor en aquella època, caracteritzant-lo com "un gran artista, que ha demostrat de manera abundant que era perfectament conscient de les seves obligacions".
La Universitat de Craiova i la Universitat Constantin Brâncuși de Târgu Jiu li han atorgat títols de doctor honoris causa per les seves contribucions a la música i la cultura romaneses i tant Romania com la República de Moldàvia l'han condecorat amb l'Ordre de l'Estrella de Romania i l'Ordre de la República., respectivament.

## Discografia

### Àlbums d'estudi
| Curs | Àlbum                                 | Etiqueta             |
| ---- | ------------------------------------- | -------------------- |
| 1973 | Viața Lumii                           | Electrecord          |
| 1975 | Cîntece. De Dragoste, de Țară         | Electrecord          |
| 1976 | Veniți, Privighetoarea Cîntă          | Electrecord          |
| 1978 | Tudor Gheorghe                        | Electrecord          |
| 1989 | Primavara                             | Electrecord          |
| 2001 | Primăvara Simfonic                    | Illuminati/Cat Music |
| 2001 | Toamna Simfonic                       | Illuminati/Cat Music |
| 2002 | Petrecerea cu Taraf                   | Illuminati/Cat Music |
| 2002 | Pe-un Franc Poeta                     | Illuminati/Cat Music |
| 2003 | Iarna Simfonic                        | Roton                |
| 2004 | Diligența cu Păpuși                   | Illuminati/Cat Music |
| 2006 | Trimite Vorbă - Petrecerea cu Taraf 2 | Roton                |

A partir de finals dels 90, Tudor Gheorghe ha actuat gairebé exclusivament en concerts en directe, gravant-los i llançant-los com a àlbums.

### Àlbums en directe
| Curs | Àlbum                                         | Etiqueta             |
| ---- | --------------------------------------------- | -------------------- |
| 1998 | Reîntoarcerea                                 | Música Intercont     |
| 1999 | Mie-mi Pasă!                                  | Música Intercont     |
| 2005 | Răsuri i Trandafiri                           | Illuminati/Cat Music |
| 2006 | Cu Iisus în Celulă                            | Illuminati/Cat Music |
| 2006 | În Căutarea Dorului Pierdut                   | Illuminati/Cat Music |
| 2006 | Vara Simfonic                                 | Illuminati/Cat Music |
| 2007 | Calvarul Unei Inime Pribegi                   | Illuminati/Cat Music |
| 2007 | Cand Deus Era Mai Jos - Petrecerea cu Taraf 3 | Illuminati/Cat Music |
| 2007 | Parfum Nebunelor Dorinți                      | Illuminati/Cat Music |
| 2013 | Degeaba                                       | Illuminati/Cat Music |
| 2013 | Mahalaua Mon Amour                            | Illuminati/Cat Music |
| 2013 | La Margine de Imperii                         | Illuminati/Cat Music |
| 2013 | Chemarea Păsarii de Acasă                     | Illuminati/Cat Music |